# Realmonte
Realmonte – miejscowość i gmina we Włoszech, w regionie Sycylia, w prowincji Agrigento.
Według danych na styczeń 2010 gminę zamieszkiwały 4533 osoby przy gęstości zaludnienia 222,1 os./1 km².

## Miasta partnerskie
- Hornaing